# برايان كارلتون
برايان كارلتون (بالإنجليزية: Brian Carlton)‏ هو مقدم برامج إذاعية أسترالي، ولد في 27 ديسمبر 1962 في أستراليا.